# AVC Nations Cup maschile 2025
L'AVC Nations Cup maschile 2025 si è svolta dal 17 al 24 giugno 2025 a Manama, in Bahrein: al torneo hanno partecipato undici squadre nazionali asiatiche e oceaniane e la vittoria finale è andata per la prima volta al Bahrein.

## Impianti
|                                                                             |  |  |
|                                                                             |  |  |
| Palazzetto Isa Bin Reshid Città: Manama Capienza: 10 500 Anno d'apertura: - |  |  |

### Formula
La formula ha previsto:
- Prima fase, disputata con gironi all'italiana: le prime due classificate di ogni girone hanno acceduto alla fase finale per il primo posto, mentre l'ultima classificata del girone A, C e D hanno acceduto al girone per il nono posto.
- Fase finale, disputata con:
  - Fase finale per il primo posto, giocata con quarti di finale, semifinali, finale per il terzo posto e finale; le sconfitte ai quarti di finale hanno acceduto alle semifinali per il quinto posto.
  - Fase finale per il quinto posto, giocata con semifinali, finale per il settimo posto e finale per il quinto posto.
  - Girone per il nono posto, giocato con un girone all'italiana.

### Criteri di classifica
Se il risultato finale è stato di 3-0 o 3-1 sono stati assegnati 3 punti alla squadra vincente e 0 a quella sconfitta, se il risultato finale è stato di 3-2 sono stati assegnati 2 punti alla squadra vincente e 1 a quella sconfitta.
L'ordine del posizionamento in classifica è stato definito in base a:
- Numero di partite vinte;
- Punti;
- Ratio dei set vinti/persi;
- Ratio dei punti realizzati/subiti;
- Risultati degli scontri diretti.

## Squadre partecipanti
| Squadra       | Qualificazione                                    | Ultima partecipazione |
| ------------- | ------------------------------------------------- | --------------------- |
| Australia     | 8ª all'AVC Challenge Cup 2024                     | Bahrein 2024          |
| Bahrein       | Paese organizzatore                               | Bahrein 2024          |
| Corea del Sud | 3ª all'AVC Challenge Cup 2024                     | Bahrein 2024          |
| Filippine     | 3ª nel FIVB World Rankings tra le non qualificate | Bahrein 2024          |
| Indonesia     | 2ª nel FIVB World Rankings tra le non qualificate | Bahrein 2024          |
| Kazakistan    | 4ª all'AVC Challenge Cup 2024                     | Bahrein 2024          |
| Nuova Zelanda | Wild card                                         | Debutto               |
| Pakistan      | 2ª all'AVC Challenge Cup 2024                     | Bahrein 2024          |
| Qatar         | 1ª all'AVC Challenge Cup 2024                     | Bahrein 2024          |
| Taipei cinese | 1ª nel FIVB World Rankings tra le non qualificate | Bahrein 2024          |
| Thailandia    | 4ª nel FIVB World Rankings tra le non qualificate | Bahrein 2024          |
| Vietnam       | 6ª all'AVC Challenge Cup 2024                     | Bahrein 2024          |

## Torneo

### Fase a gironi
| Girone A   | Girone B  | Girone C      | Girone D      |
| ---------- | --------- | ------------- | ------------- |
| Bahrein    | Australia | Pakistan      | Corea del Sud |
| Indonesia  | Qatar     | Filippine     | Nuova Zelanda |
| Thailandia | -         | Taipei cinese | Vietnam       |

#### Girone A

##### Risultati
| 17 giugno 2025 Palazzetto Isa Bin Reshid, Manama Durata: 1h:49 - Spettatori: 2 200 | Bahrein   | 3 - 1 | Thailandia | 25-21, 21-25, 25-19, 25-22       |
| 18 giugno 2025 Palazzetto Isa Bin Reshid, Manama Durata: 2h:29 - Spettatori: 960   | Indonesia | 3 - 2 | Thailandia | 22-25, 22-25, 25-19, 25-23, 15-8 |
| 19 giugno 2025 Palazzetto Isa Bin Reshid, Manama Durata: 1h:37 - Spettatori: 900   | Bahrein   | 3 - 0 | Indonesia  | 25-13, 27-25, 25-22              |

##### Classifica
| Pos. | Squadra    | Pt | G | V | P | SV | SP | Ratio | PF  | PS  | Ratio |
| ---- | ---------- | -- | - | - | - | -- | -- | ----- | --- | --- | ----- |
| 1.   | Bahrein    | 6  | 2 | 2 | 0 | 6  | 1  | 6,000 | 173 | 147 | 1,176 |
| 2.   | Indonesia  | 2  | 2 | 1 | 1 | 3  | 5  | 0,600 | 169 | 177 | 0,954 |
| 2.   | Thailandia | 1  | 2 | 0 | 2 | 3  | 6  | 0,500 | 187 | 205 | 0,912 |

      Qualificata alla fase finale per il primo posto.
      Qualificata al girone per il nono posto.

#### Girone B

##### Risultati
| 19 giugno 2025 Palazzetto Isa Bin Reshid, Manama Durata: 1h:35 - Spettatori: 300 | Qatar | 3 - 0 | Australia | 25-22, 25-21, 25-22 |

##### Classifica
| Pos. | Squadra   | Pt | G | V | P | SV | SP | Ratio | PF | PS | Ratio |
| ---- | --------- | -- | - | - | - | -- | -- | ----- | -- | -- | ----- |
| 1.   | Qatar     | 3  | 1 | 1 | 0 | 3  | 0  | MAX   | 75 | 65 | 1,153 |
| 2.   | Australia | 0  | 1 | 0 | 1 | 0  | 3  | 0,000 | 65 | 75 | 0,866 |

      Qualificata alla fase finale per il primo posto.

#### Girone C

##### Risultati
| 17 giugno 2025 Palazzetto Isa Bin Reshid, Manama Durata: ? - Spettatori: 500     | Pakistan      | 3 - 1 | Filippine     | 25-18, 25-12, 18-25, 25-22        |
| 18 giugno 2025 Palazzetto Isa Bin Reshid, Manama Durata: 2h:08 - Spettatori: 600 | Taipei cinese | 3 - 1 | Filippine     | 25-19, 23-25, 30-28, 25-20        |
| 19 giugno 2025 Palazzetto Isa Bin Reshid, Manama Durata: 2h:38 - Spettatori: 500 | Pakistan      | 3 - 2 | Taipei cinese | 25-20, 25-22, 21-25, 16-25, 18-16 |

##### Classifica
| Pos. | Squadra       | Pt | G | V | P | SV | SP | Ratio | PF  | PS  | Ratio |
| ---- | ------------- | -- | - | - | - | -- | -- | ----- | --- | --- | ----- |
| 1.   | Pakistan      | 5  | 2 | 2 | 0 | 6  | 3  | 2,000 | 198 | 185 | 1,070 |
| 2.   | Taipei cinese | 4  | 2 | 1 | 1 | 5  | 4  | 1,250 | 211 | 197 | 1,071 |
| 2.   | Filippine     | 0  | 2 | 0 | 2 | 2  | 6  | 0,333 | 169 | 196 | 0,862 |

      Qualificata alla fase finale per il primo posto.
      Qualificata al girone per il nono posto.

#### Girone D

##### Risultati
| 17 giugno 2025 Palazzetto Isa Bin Reshid, Manama Durata: 1h:32 - Spettatori: 955 | Corea del Sud | 3 - 0 | Nuova Zelanda | 28-26, 25-13, 25-22 |
| 18 giugno 2025 Palazzetto Isa Bin Reshid, Manama Durata: 1h:20 - Spettatori: 500 | Vietnam       | 3 - 0 | Nuova Zelanda | 25-23, 25-22, 25-15 |
| 19 giugno 2025 Palazzetto Isa Bin Reshid, Manama Durata: 1h:43 - Spettatori: 650 | Corea del Sud | 3 - 0 | Vietnam       | 25-22, 25-23, 25-12 |

##### Classifica
| Pos. | Squadra       | Pt | G | V | P | SV | SP | Ratio | PF  | PS  | Ratio |
| ---- | ------------- | -- | - | - | - | -- | -- | ----- | --- | --- | ----- |
| 1.   | Corea del Sud | 6  | 2 | 2 | 0 | 6  | 0  | MAX   | 153 | 118 | 1,296 |
| 2.   | Vietnam       | 3  | 2 | 1 | 1 | 3  | 3  | 1,000 | 132 | 135 | 0,977 |
| 2.   | Nuova Zelanda | 0  | 2 | 0 | 2 | 0  | 6  | 0,000 | 121 | 153 | 0,790 |

      Qualificata alla fase finale per il primo posto.
      Qualificata al girone per il nono posto.

### Fase finale

#### Finale 1º e 3º posto
|  | Quarti di finale | Quarti di finale | Quarti di finale |               |    | Semifinali | Semifinali | Semifinali |    |                 | Finale          | Finale          | Finale |  |
|  |                  |                  |                  |               |    |            |            |            |    |                 |                 |                 |        |  |
|  | 1A               | Bahrein          | 3                |               |    |            |            |            |    |                 |                 |                 |        |  |
|  | 1A               | Bahrein          | 3                |               |    |            |            |            |    |                 |                 |                 |        |  |
|  | 2C               | Taipei cinese    | 0                |               |    |            |            |            |    |                 |                 |                 |        |  |
|  | 2C               | Taipei cinese    | 0                |               | 1A | Bahrein    | 3          |            |    |                 |                 |                 |        |  |
|  |                  |                  |                  |               | 1A | Bahrein    | 3          |            |    |                 |                 |                 |        |  |
|  |                  |                  | 1D               | Corea del Sud | 2  |            |            |            |    |                 |                 |                 |        |  |
|  | 2B               | Australia        | 1D               | Corea del Sud | 2  | 1          |            |            |    |                 |                 |                 |        |  |
|  | 2B               | Australia        |                  |               |    |            |            |            |    |                 |                 |                 |        |  |
|  | 1D               | Corea del Sud    | 3                |               |    |            |            |            |    |                 |                 |                 |        |  |
|  | 1D               | Corea del Sud    | 3                |               | 1A | Bahrein    | 3          |            |    |                 |                 |                 |        |  |
|  |                  |                  |                  |               |    |            |            |            |    |                 |                 |                 |        |  |
|  |                  |                  | 1C               | Pakistan      | 1  |            |            |            |    |                 |                 |                 |        |  |
|  | 2A               | Indonesia        | 1C               | Pakistan      | 1  | 1          |            |            |    |                 |                 |                 |        |  |
|  | 2A               | Indonesia        |                  |               |    | 1          |            |            |    |                 |                 |                 |        |  |
|  | 1C               | Pakistan         | 3                |               |    |            |            |            |    |                 |                 |                 |        |  |
|  | 1C               | Pakistan         | 3                |               | 1C | Pakistan   | 3          |            |    | Finale 3º posto | Finale 3º posto | Finale 3º posto |        |  |
|  |                  |                  |                  |               | 1C | Pakistan   | 3          |            |    |                 |                 |                 |        |  |
|  |                  |                  | 1B               | Qatar         | 0  |            |            |            |    |                 |                 |                 |        |  |
|  | 1B               | Qatar            | 1B               | Qatar         | 0  | 3          |            |            | 1D | Corea del Sud   | 0               |                 |        |  |
|  | 1B               | Qatar            |                  |               |    |            |            |            | 1D | Corea del Sud   | 0               |                 |        |  |
|  | 2D               | Vietnam          | 2                |               |    | 1B         | Qatar      | 3          |    |                 |                 |                 |        |  |

##### Quarti di finale
| 21 giugno 2025 Palazzetto Isa Bin Reshid, Manama Durata: 1h:35 - Spettatori: 1 600 | Bahrein   | 3 - 0 | Taipei cinese | 25-18, 25-22, 35-33               |
| 21 giugno 2025 Palazzetto Isa Bin Reshid, Manama Durata: 1h:50 - Spettatori: 900   | Indonesia | 1 - 3 | Pakistan      | 25-20, 21-25, 20-25, 17-25        |
| 21 giugno 2025 Palazzetto Isa Bin Reshid, Manama Durata: 2h:36 - Spettatori: 800   | Qatar     | 3 - 2 | Vietnam       | 29-31, 25-21, 25-15, 22-25, 15-12 |
| 21 giugno 2025 Palazzetto Isa Bin Reshid, Manama Durata: 1h:59 - Spettatori: 400   | Australia | 1 - 3 | Corea del Sud | 23-25, 18-25, 25-22, 23-25        |

##### Semifinali
| 23 giugno 2025 Palazzetto Isa Bin Reshid, Manama Durata: 2h:16 - Spettatori: 2 000 | Bahrein  | 3 - 2 | Corea del Sud | 25-21, 25-23, 21-25, 18-25, 15-13 |
| 23 giugno 2025 Palazzetto Isa Bin Reshid, Manama Durata: 1h:37 - Spettatori: 1 200 | Pakistan | 3 - 0 | Qatar         | 25-22, 25-22, 25-21               |

##### Finale 3º posto
| 24 giugno 2025 Palazzetto Isa Bin Reshid, Manama Durata: 1h:36 - Spettatori: 200 | Corea del Sud | 0 - 3 | Qatar | 21-25, 20-25, 23-25 |

##### Finale
| 24 giugno 2025 Palazzetto Isa Bin Reshid, Manama Durata: 1h:56 - Spettatori: 2 500 | Bahrein | 3 - 1 | Pakistan | 23-25, 25-16, 25-17, 25-18 |

#### Finali 5º e 7º posto
|  | Semifinali | Semifinali    | Semifinali |           |    | Finale 5º posto | Finale 5º posto | Finale 5º posto |  |
|  |            |               |            |           |    |                 |                 |                 |  |
|  | 2C         | Taipei cinese | 1          |           |    |                 |                 |                 |  |
|  | 2C         | Taipei cinese | 1          |           |    |                 |                 |                 |  |
|  | 2B         | Australia     | 3          |           |    |                 |                 |                 |  |
|  | 2B         | Australia     | 3          |           | 2B | Australia       | 3               |                 |  |
|  |            |               |            |           | 2B | Australia       | 3               |                 |  |
|  |            |               | 2A         | Indonesia | 0  |                 |                 |                 |  |
|  | 2A         | Indonesia     | 2A         | Indonesia | 0  | 3               |                 |                 |  |
|  | 2A         | Indonesia     |            |           |    | 3               |                 |                 |  |
|  | 2D         | Vietnam       | 2          |           |    | Finale 7º posto | Finale 7º posto | Finale 7º posto |  |
|  | 2D         | Vietnam       | 2          |           |    |                 |                 |                 |  |
|  |            |               |            |           |    |                 |                 |                 |  |
|  |            |               |            |           |    | 2C              | Taipei cinese   | 3               |  |
|  |            |               |            |           |    | 2C              | Taipei cinese   | 3               |  |
|  |            |               |            |           |    | 2D              | Vietnam         | 1               |  |

##### Semifinali
| 22 giugno 2025 Palazzetto Isa Bin Reshid, Manama Durata: 1h:54 - Spettatori: 200 | Taipei cinese | 1 - 3 | Australia | 22-25, 25-20, 12-25, 19-25        |
| 22 giugno 2025 Palazzetto Isa Bin Reshid, Manama Durata: 2h:17 - Spettatori: 600 | Indonesia     | 3 - 2 | Vietnam   | 23-25, 24-26, 25-17, 25-23, 15-12 |

##### Finale 7º posto
| 23 giugno 2025 Palazzetto Isa Bin Reshid, Manama Durata: 1h:50 - Spettatori: 220 | Taipei cinese | 3 - 1 | Vietnam | 21-25, 25-22, 25-19, 25-22 |

##### Finale 5º posto
| 23 giugno 2025 Palazzetto Isa Bin Reshid, Manama Durata: 1h:24 - Spettatori: 300 | Australia | 3 - 0 | Indonesia | 25-20, 25-21, 25-22 |

#### Girone 9º posto

##### Risultati
| 20 giugno 2025 Palazzetto Isa Bin Reshid, Manama Durata: 1h:20 - Spettatori: 1 200 | Thailandia | 3 - 0 | Filippine     | 25-21, 25-20, 25-18        |
| 22 giugno 2025 Palazzetto Isa Bin Reshid, Manama Durata: 1h:21 - Spettatori: 200   | Thailandia | 3 - 0 | Nuova Zelanda | 25-20, 25-17, 27-25        |
| 24 giugno 2025 Palazzetto Isa Bin Reshid, Manama Durata: 1h:47 - Spettatori: 200   | Filippine  | 3 - 1 | Nuova Zelanda | 25-16, 23-25, 25-11, 25-22 |

##### Classifica
| Pos. | Squadra       | Pt | G | V | P | SV | SP | Ratio | PF  | PS  | Ratio |
| ---- | ------------- | -- | - | - | - | -- | -- | ----- | --- | --- | ----- |
| 1.   | Thailandia    | 6  | 2 | 2 | 0 | 6  | 0  | MAX   | 152 | 121 | 1,256 |
| 2.   | Filippine     | 3  | 2 | 1 | 1 | 3  | 4  | 0,750 | 157 | 149 | 1,053 |
| 2.   | Nuova Zelanda | 0  | 2 | 0 | 2 | 1  | 6  | 0,166 | 136 | 175 | 0,777 |

## Classifica finale
| Pos     | Squadra       | Rosa                                                           |
| ------- | ------------- | -------------------------------------------------------------- |
| Oro     | Bahrein       | Template:Bahrein maschile pallavolo AVC Nations Cup 2025       |
| Argento | Pakistan      | Template:Pakistan maschile pallavolo AVC Nations Cup 2025      |
| Bronzo  | Qatar         | Template:Qatar maschile pallavolo AVC Nations Cup 2025         |
| 4       | Corea del Sud | Template:Corea del Sud maschile pallavolo AVC Nations Cup 2025 |
| 5       | Australia     | Template:Australia maschile pallavolo AVC Nations Cup 2025     |
| 6       | Indonesia     | Template:Indonesia maschile pallavolo AVC Nations Cup 2025     |
| 7       | Taipei cinese | Template:Taipei cinese maschile pallavolo AVC Nations Cup 2025 |
| 8       | Vietnam       | Template:Vietnam maschile pallavolo AVC Nations Cup 2025       |
| 9       | Thailandia    | Template:Thailandia maschile pallavolo AVC Nations Cup 2025    |
| 10      | Filippine     | Template:Filippine maschile pallavolo AVC Nations Cup 2025     |
| 11      | Nuova Zelanda | Template:Nuova Zelanda maschile pallavolo AVC Nations Cup 2025 |

## Premi individuali
| Premio                | Nome            | Squadra  |
| --------------------- | --------------- | -------- |
| MVP                   | Mohamed Yaqoob  | Bahrein  |
| Miglior palleggiatore | Mahmood Alafyah | Bahrein  |
| Miglior opposto       | Ali Khamis      | Bahrein  |
| Miglior schiacciatore | Mohamed Yaqoob  | Bahrein  |
| Miglior schiacciatore | Murad Jehan     | Pakistan |
| Miglior centrale      | Musawer Khan    | Pakistan |
| Miglior centrale      | Belal Abunabot  | Qatar    |
| Miglior libero        | Ayman Haroon    | Bahrein  |